# Fred Clark

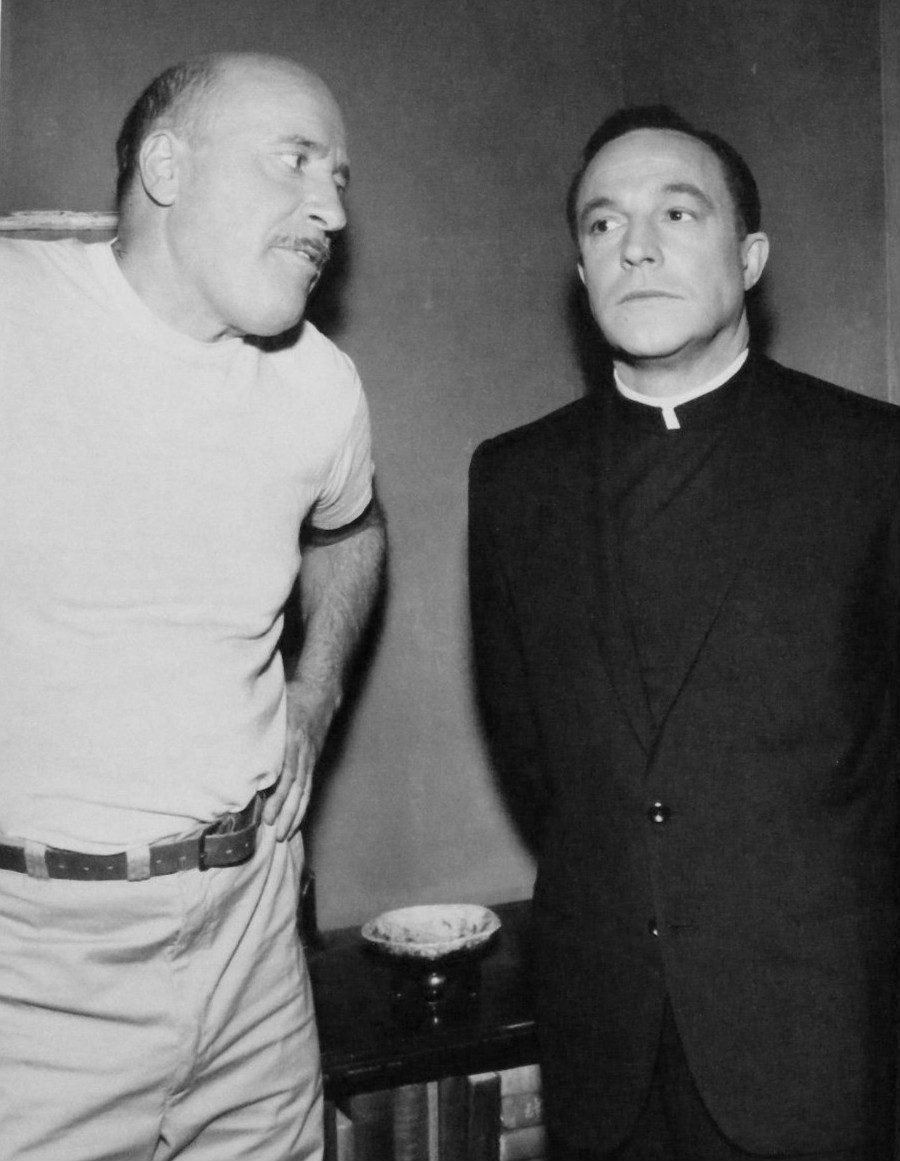
Fred Clark (stânga) şi Gene Kelly în 1962

Fred Clark (născut Frederick Leonard Clark la 19 martie 1914 - d. 5 decembrie 1968) a fost un actor american de film.

## Filmografie parțială
- The Unsuspected (1947)
- Ride the Pink Horse (1947)
- Mr. Peabody and the Mermaid (1948)
- Cry of the City (1948)
- Alias Nick Beal (1949)
- Flamingo Road (1949)
- Task Force (1949)
- White Heat (1949)
- Sunset Boulevard (1950)
- Mrs. O'Malley and Mr. Malone (1950)
- Hollywood Story (1951)
- The Lemon Drop Kid (1951)
- 1951 Un loc sub soare (A Place in the Sun), regia George Stevens
- Three for Bedroom "C" (1952)
- Dreamboat (1952)
- The Caddy (1953)
- How to Marry a Millionaire (1953)
- Living It Up (1954)
- Abbott and Costello Meet the Keystone Kops (1955)
- Daddy Long Legs (1955)
- The Court-Martial of Billy Mitchell (1955)
- How to Be Very, Very Popular (1955)
- Miracle in the Rain (1956)
- The Birds and the Bees (1956)
- The Solid Gold Cadillac (1956)
- Back from Eternity (1956)
- The Fuzzy Pink Nightgown (1957)
- Don't Go Near the Water (1957)
- Auntie Mame (1958)
- The Mating Game (1959)
- It Started with a Kiss (1959)
- The Passionate Thief (1960)
- Visit to a Small Planet (1960)
- Bells Are Ringing (1960)
- 1962 Aventurile unui tânăr (Hemingway's Adventures of a Young Man), regia Martin Ritt
- Behind Closed Doors (1962)
- Boys' Night Out (1962)
- Zotz! (1962)
- Move Over, Darling (1963)
- The Curse of the Mummy's Tomb (1964)
- John Goldfarb, Please Come Home! (1965)
- Dr. Goldfoot and the Bikini Machine (1965)
- When the Boys Meet the Girls (1965)
- Sergeant Deadhead (1965)
- The Double Life of Henry Phyfe (television, 1966)
- War Italian Style (1967)
- Eve (1968)
- Skidoo (1968)
- The Horse in the Gray Flannel Suit (1968)